# Santa Clara-a-Velha
Santa Clara-a-Velha é uma povoação portuguesa sede da Freguesia de Santa Clara-a-Velha do Município de Odemira, freguesia com 163,67 km² de área e 633 habitantes (censo de 2021), tendo, por isso, uma densidade populacional de 3,9 hab./km².
Localiza-se aqui parte da Barragem de Santa Clara, uma das maiores barragens da Europa[carece de fontes?].

## Demografia
A população registada nos censos foi:
| Distribuição da População por Grupos Etários | Distribuição da População por Grupos Etários | Distribuição da População por Grupos Etários | Distribuição da População por Grupos Etários | Distribuição da População por Grupos Etários |
| -------------------------------------------- | -------------------------------------------- | -------------------------------------------- | -------------------------------------------- | -------------------------------------------- |
| Ano                                          | 0-14 Anos                                    | 15-24 Anos                                   | 25-64 Anos                                   | > 65 Anos                                    |
| Antes da agregação                           |                                              |                                              |                                              |                                              |
| 2001                                         | 81                                           | 67                                           | 353                                          | 279                                          |
| 2011                                         | 53                                           | 45                                           | 282                                          | 222                                          |
| Após a agregação                             |                                              |                                              |                                              |                                              |
| 2021                                         | 41                                           | 47                                           | 305                                          | 240                                          |

## História
Santa Clara-a-Velha originalmente pertencia ao concelho de Ourique, tendo a partir da primeira metade do século XIX, sido anexado ao concelho (atual município) de Odemira. Pertenceu à Ordem de Santiago, cujo mestre deu autorização para a construção de uma ermida, entre o século XV e século XVI. Foi esta obra que realmente deu origem à freguesia de Santa Clara, a igreja, que se tornou um marco das terras da Ordem. Por esta aldeia também passava uma importante estrada medieval, que começava em Garvão e tinha fim no Algarve.
Em consequência da reorganização administrativa de 2012/2013, a esta freguesia foi agregada a freguesia de Pereiras-Gare.
À data da junção das freguesias (2013), a população registada no censo anterior (2011) foi:
| Santa Clara-a-Velha | 873 | 163,67 | Santa Clara-a-Velha | 602 | 99,42 |
| Santa Clara-a-Velha | 873 | 163,67 | Pereiras-Gare       | 271 | 64,68 |

## Atividades
A atividade predominante nesta zona é a agro-pecuária, mas a silvicultura ocupa grande parte da freguesia, bem como o turismo, o comércio e serviços.

## Património
- Igreja de Santa Clara de Assis
- Barragem de Santa Clara
- Fonte do Azinhal
- Fonte Nova
- Fonte da Cumeada
- Moinho de vento da Amorosa
- Moinho de vento do Bacorinho
- Moinho de vento de Canhestros (Pereiras-Gare)
- Moinho de vento das Casas Novas (Pereiras-Gare)
- Moinho de vento da Cruz do Norte
- Moinho de vento da Cumeada
- Moinho de vento do Ferrenho (Pereiras-Gare)
- Moinho de vento das Lajes
- Moinho de vento dos Moimentos
- Moinho de vento da Referta
- Moinho de vento das Seladas
- Moinho de vento da Torre
- Ponte D. Maria ou Ponte de Santa Clara-a-Velha
- Povoado fortificado do Cerro da Bica
- Povoado fortificado da Cidade da Rocha

## Localidades
Além da sede, a Freguesia de Santa Clara-a-Velha engloba as seguintes localidades:
- Corte Brique
- Cortes Pereiras
- Gavião
- Fitos
- Pereiras-Gare